# Điện ảnh năm 2012
Điện ảnh 2012 tổng quan về các sự kiện điện ảnh, bao gồm các phim điện ảnh đạt doanh thu cao nhất, các lễ trao giải, liên hoan phim cùng danh sách các phim điện ảnh được ra mắt trong năm. Đáng chú ý nhất, hai xưởng phim lâu đời nhất của Mỹ là Universal và Paramount đều tổ chức lễ kỉ niệm 100 năm thành lập, đánh dấu lần đầu tiên hai hãng phim lớn cùng tổ chức sự kiện trên, trong khi định dạng âm thanh Dolby Atmos lần đầu được sử dụng trong buổi công chiếu Công chúa tóc xù. Loạt phim James Bond cũng mừng lễ kỉ niệm 50 năm với việc công chiếu bộ phim thứ 23 Tử địa Skyfall. Sáu tác phẩm bom tấn phòng vé trong quá khứ (Người đẹp và quái thú, Chiến tranh giữa các vì sao: Tập I – Hiểm họa bóng ma, Titanic, Chiếc rương thánh tích, Đi tìm Nemo và Công ty Quái vật) được tái phát hành dưới định dạng IMAX và 3D. Cũng trong năm 2012 điện ảnh ra mắt công nghệ tốc độ khung hình cao. Bộ phim đầu tiên sử dụng công nghệ trên là Người Hobbit: Hành trình vô định, với tốc độ khung hình là 48 fps (khung hình/giây), cao hơn so với tiêu chuẩn của ngành công nghiệp điện ảnh là 24 fps.

## Phim có doanh thu cao nhất
Top 10 phim điện ảnh được ra mắt trong năm 2012 xếp hạng theo doanh thu trên toàn thế giới:
| Hạng | Tựa đề                                | Hãng phát hành   | Doanh thu toàn cầu |
| ---- | ------------------------------------- | ---------------- | ------------------ |
| 1    | Biệt đội siêu anh hùng                | Disney           | $1,518,812,988 USD |
| 2    | Tử địa Skyfall                        | MGM / Sony       | $1,108,561,013 USD |
| 3    | Kỵ sĩ bóng đêm trỗi dậy               | Warner Bros.     | $1,084,939,099 USD |
| 4    | Người Hobbit: Hành trình vô định      | Warner Bros.     | $1,021,103,568 USD |
| 5    | Kỷ băng hà 4: Lục địa trôi dạt        | 20th Century Fox | $877,244,782 USD   |
| 6    | The Twilight Saga: Hừng đông – Phần 2 | Lionsgate        | $829,746,820 USD   |
| 7    | Người Nhện: Siêu nhện tái xuất        | Sony Pictures    | $757,930,663 USD   |
| 8    | Madagascar 3: Thần tượng châu Âu      | Paramount        | $746,921,274 USD   |
| 9    | Trò chơi sinh tử                      | Lionsgate        | $694,394,724 USD   |
| 10   | Điệp viên áo đen 3                    | Columbia         | $624,026,776 USD   |

## Sự kiện

### Lễ trao giải
- Giải AACTA lần thứ 1
- Giải SAG lần thứ 18
- Giải Mâm xôi vàng lần thứ 32
- Giải People's Choice lần thứ 38
- Giải Sao Thổ lần thứ 38
- Giải Quả cầu vàng lần thứ 70
- Giải BAFTA lần thứ 65
- Giải Oscar lần thứ 84
- Giải Điện ảnh của MTV 2012

### Liên hoan phim
- Liên hoan phim quốc tế Berlin lần thứ 62
- Liên hoan phim Cannes 2012
- Liên hoan phim Venice lần thứ 69
- Liên hoan phim quốc tế Toronto 2012

## Giải thưởng
| Hạng mục                          | Giải Critics' Choice lần thứ 18 10 tháng 1 năm 2013 | Giải Quả cầu vàng lần thứ 70 13 tháng 1 năm 2013 | Giải Quả cầu vàng lần thứ 70 13 tháng 1 năm 2013 | Giải SAG lần thứ 19 27 tháng 1 năm 2013 | Giải BAFTA lần thứ 66 10 tháng 2 năm 2013 | Giải Oscar lần thứ 85 24 tháng 2 năm 2013 |
| Hạng mục                          | Giải Critics' Choice lần thứ 18 10 tháng 1 năm 2013 | Chính kịch                                       | Ca nhạc hoặc hài                                 | Giải SAG lần thứ 19 27 tháng 1 năm 2013 | Giải BAFTA lần thứ 66 10 tháng 2 năm 2013 | Giải Oscar lần thứ 85 24 tháng 2 năm 2013 |
| --------------------------------- | --------------------------------------------------- | ------------------------------------------------ | ------------------------------------------------ | --------------------------------------- | ----------------------------------------- | ----------------------------------------- |
| Phim hay nhất                     | Argo                                                | Argo                                             | Những người khốn khổ                             | —                                       | Argo                                      | Argo                                      |
| Đạo diễn xuất sắc nhất            | Ben Affleck Argo                                    | Ben Affleck Argo                                 | Ben Affleck Argo                                 | —                                       | Ben Affleck Argo                          | Lý An Cuộc đời của Pi                     |
| Nam diễn viên chính xuất sắc nhất | Daniel Day-Lewis Lincoln                            | Daniel Day-Lewis Lincoln                         | Hugh Jackman Những người khốn khổ                | Daniel Day-Lewis Lincoln                | Daniel Day-Lewis Lincoln                  | Daniel Day-Lewis Lincoln                  |
| Nữ diễn viên chính xuất sắc nhất  | Jessica Chastain Zero Dark Thirty                   | Jessica Chastain Zero Dark Thirty                | Jennifer Lawrence Tình yêu tìm lại               | Jennifer Lawrence Tình yêu tìm lại      | Emmanuelle Riva Amour                     | Jennifer Lawrence Tình yêu tìm lại        |
| Nam diễn viên phụ xuất sắc nhất   | Philip Seymour Hoffman The Master                   | Christoph Waltz Hành trình Django                | Christoph Waltz Hành trình Django                | Tommy Lee Jones Lincoln                 | Christoph Waltz Hành trình Django         | Christoph Waltz Hành trình Django         |
| Nữ diễn viên phụ xuất sắc nhất    | Anne Hathaway Những người khốn khổ                  | Anne Hathaway Những người khốn khổ               | Anne Hathaway Những người khốn khổ               | Anne Hathaway Những người khốn khổ      | Anne Hathaway Những người khốn khổ        | Anne Hathaway Những người khốn khổ        |
| Kịch bản chuyển thể xuất sắc nhất | Tony Kushner Lincoln                                | Quentin Tarantino Hành trình Django              | Quentin Tarantino Hành trình Django              | —                                       | David O. Russell Tình yêu tìm lại         | Chris Terrio Argo                         |
| Kịch bản gốc xuất sắc nhất        | Quentin Tarantino Hành trình Django                 | Quentin Tarantino Hành trình Django              | Quentin Tarantino Hành trình Django              | —'                                      | Quentin Tarantino Hành trình Django       | Quentin Tarantino Hành trình Django       |
| Phim hoạt hình hay nhất           | Ráp-phờ đập phá                                     | Công chúa tóc xù                                 | Công chúa tóc xù                                 | —                                       | Công chúa tóc xù                          | Công chúa tóc xù                          |
| Nhạc phim hay nhất                | Lincoln John Williams                               | Cuộc đời của Pi Mychael Danna                    | Cuộc đời của Pi Mychael Danna                    | —                                       | Tử địa Skyfall Thomas Newman              | Cuộc đời của Pi Mychael Danna             |
| Ca khúc trong phim hay nhất       | "Skyfall" Tử địa Skyfall                            | "Skyfall" Tử địa Skyfall                         | "Skyfall" Tử địa Skyfall                         | —                                       | —                                         | "Skyfall" Tử địa Skyfall                  |
| Phim ngoại ngữ hay nhất           | Amour                                               | Amour                                            | Amour                                            | —                                       | Amour                                     | Amour                                     |